# JJ Grey & Mofro
JJ Grey & Mofro (ранее Mofro и Mofro Magic) — американская сатерн-рок/свомп-рок-группа из Джэксонвилла, Флорида. Ранние дни Mofro можно проследить до середины 1990-х годов, когда Джон Хиггинботам (он же Джей Джей Грей, «JJ Grey») и Дэрил Хэнс подписали контракт с британским лейблом и давали концерты в Европе под названием Mofro Magic. После срыва сделки с лейблом Грей и Хэнс вернулись в родной Джексонвилл, основали Mofro и подписали контракт с Fog City Records в 2001 году. Первые два альбома, Blackwater (2001) и Lochloosa (2004), вышли под названием Mofro, а следующие, Country Ghetto (2007) и Orange Blossom (2008), уже как JJ Grey & Mofro, и на лейбле Alligator Records.

## Характеристики
Название
Название «Mofro» было придумано Греем как объяснение звучания группы. Грей говорит, что изначально это слово было прозвищем, которое ему дал коллега, и Грей принял его в качестве названия группы, потому что оно «звучало по-южному». Позже Грей изменил название группы на «JJ Grey & Mofro», когда его бабушка спросила его, не стыдно ли ему использовать собственное имя.
Стиль
Музыка JJ Grey & Mofro описывается как сочетание блюза, фанка, соула и рока. Все песни написаны Джей Джей Греем и отражают регион, в котором он вырос, около Джексонвилла, Флорида. Грей приписывает таким артистам, как Big Bad John и Jim Reeves, стиль написания песен-историй и то, как этот стиль повлиял на то, как он пишет свои песни. Грей также называет сатерн-рок-исполнителей, как, например, Lynyrd Skynyrd и Jerry Reed, а также соул-исполнителей, как, например, Toots Hibbert и Otis Redding, артистами, повлиявшими на его стиль музыки. JJ Grey & Mofro известны своим обширным гастрольным графиком, они постоянно играют на крупных летних музыкальных фестивалях, включая Bonnaroo, All Good Festival, Austin City Limits, Wakarusa и Rothbury. В самом начале своей гастрольной деятельности JJ Grey & Mofro обрели известность на сцене джем-бэндов, гастролируя с такими исполнителями, как Widespread Panic, Galactic и Ben Harper. Джей Джей Грей считает, что большую часть силы группы они достигли благодаря выступлениям на сцене, а не в студии.

## Дискография
| Год  | Название         | Лейбл             |
| ---- | ---------------- | ----------------- |
| 2001 | Blackwater       | Fog City Records  |
| 2004 | Lochloosa        | Fog City Records  |
| 2007 | Country Ghetto   | Alligator Records |
| 2008 | Orange Blossoms  | Alligator Records |
| 2009 | The Choice Cuts  | Alligator Records |
| 2010 | Georgia Warhorse | Alligator Records |
| 2011 | Brighter Days    | Alligator Records |
| 2013 | This River       | Alligator Records |
| 2015 | Ol’ Glory        | Provogue Records  |
| 2024 | Olustee          | Alligator Records |